# 鄒韜奮
鄒韜奮（1895年11月5日—1944年7月24日），原名恩潤，筆名谷僧、韜奮，取「韜光養晦」和「奮鬥」之意，生于福建省永安縣沙塘村，祖籍江西省餘江縣，新聞記者、出版家。

## 生平

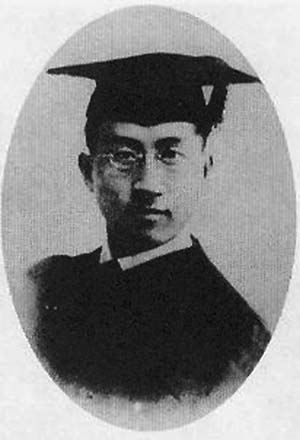
1921年大学毕业时的邹韬奋

邹韬奋，福建永安人，（一说为福州市人。）其父邹国珍在福州的福建省盐务局做候補官，母親查氏常常講章回小說給他們兄弟聽。六歲父親為他發蒙，在母親的要求下請一位先生到家塾教書。1907年，十三歲時，母亲去世。1908年11月，因祖父在余江老家過世，隨父親回家奔喪。1909年春，家中的塾師走了，於是在父親的支持下考入福建官立中等工业学堂。1912年秋，父親將他送入南洋公學下院讀書，希望他可以成為工程師。1914年，升入中院，夜裡常常去找他在附小的老師沈永癯請教，他的辦公室總有《新民叢報》可以讀，夜裡十點鐘照章要睡覺，而他還點蠟燭在屋裡偷看，受這些文章的影響就和漸漸淡忘了工程師的理想了。南洋公學重視國文，鄒韜奮尤其佩服國文老師朱叔子的教學方法，深受他的影響。1915年5月起，在商務印書館的《學生雜誌》和《申報》的《自由談》上發表文章，次年又為交通部上海工业专门学校《學生雜誌》撰文。
1917年，升入南洋公學上院電機工程科學習。1919年2月，大學一年級結束後，經濟拮据，無以為繼，又被微積分和高等物理學弄得困窘，只好輟學，到宜興蜀山鎮做家塾教師，為投考上海聖約翰大學作準備。9月，和南洋同學王以敬一同考入聖約翰大學，鄒韜奮主修西洋文學，辅修教育。大學期間的課餘時間也用來當準備投考中學插班生的家庭教師，晚間在南洋公學圖書館做一個小時的職員，以此來補貼經濟，不過仍然常常依靠同學的接濟。1921年，获文学学士。畢業後經畢雲程介紹，9月，到穆藕初的厚生紗廠和紗布交易所給他做英文秘書，同時還因為和張竹平同學的關係在《申報》社幫忙處理英文信函，並在上海青年會中學教英文。
1922年，他想到教育界做做看，於是大膽給黄炎培去信求職，時值黃炎培主辦中華職業教育社，便決定聘請鄒韜奮擔任编辑股主任，主編《教育與職業》月刊和編譯“職業教育叢刊”。學債負擔很重，還未能還清，因此黃炎培還推薦他到江西省教育會的科學名詞審查會工作。找到了新工作便辭掉了交易所英文秘書的工作。受校長顧蔭亭的邀請到中華職業學校兼任英文教員。
1926年10月，承接王志莘的職務主編《生活》週刊。1927年，張竹平找他到《時事新報》任秘書主任，兼主編《人生》副刊，仍主編《生活》週刊，由於工作繁重便辭去了英文教員的兼職，將所有心力都投注在了報館的工作上。在鄒韜奮接手後，不限於過去職業教育的主題，漸漸推廣到社會問題和政治問題上。1928年，五三濟南事件發生後，《生活》週刊就迅速對其作出評論，表示反對。1931年，九一八事變後，積極宣傳民族解放，支持抗戰。10月初，與胡愈之相識。
1932年3月，籌辦《生活日報》。7月，從中華職教社獨立，成立生活書店。
1933年1月，加入中國民權保障同盟，當選執行委員。7月14日，從上海乘船流亡國外，經意大利、瑞士、法國到達倫敦，期間一直寫通訊文稿，在國內發表。1934年，到法國、比利時、荷蘭、德國、蘇聯考察。
1935年5月，到美國考察。7月6日，在芝加哥看到報紙上刊載好友杜重遠在上海被捕消息，於是決定提前回國。8月27日，乘船返回上海。11月在上海创办《大众生活》周刊。12月，上海文化界救國會成立，被選為執行委員。

1936年3月，在香港籌辦《生活日报》和《生活日报·星期增刊》。8月，返沪后改出《生活星期刊》，同时担任全国各界救国联合会执行委员。11月22日，與沈鈞儒、章乃器、史良、李公朴、王造時、沙千里共七位救國會執行委員被捕，即「七君子事件」。

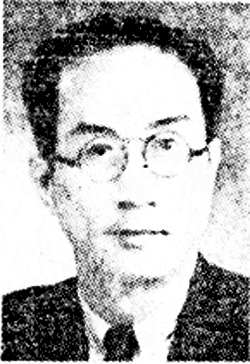
1940年代初的鄒韜奮

1937年7月31日，獲釋從蘇州江蘇高等法院看守所回滬。8月19日，在上海创办《抗战》三日刊，因戰事所迫11月，到香港。
1938年6月，參加國民參政會。7月，将《抗战》与李公朴所办的《全民周刊》合并为《全民抗战》，在武汉出版。
“皖南事变”后，《全民抗战》停刊。1941年2月25日，啟程，3月5日，到達香港，5月17日，復刊《大眾生活》，并任救国会海外工作委员会常务干事。香港沦陷后转移至东江游击区，1942年11月，辗转至苏中抗日根据地，后赴苏北抗日根据地。
1943年3月，患中耳癌到上海醫治。1944年7月24日，病逝於上海醫院。9月，中共中央根據他在遗嘱中的申请，追认其为共产党员。

## 家庭
- 妻子：沈粹缜
- 长子：邹家华（原名嘉骅）
- 次子：邹竞蒙（原名嘉骝）
- 幼女：邹嘉骊

## 著作
- 《韬奋文集》(1956年 三联书店)
- 《經歷》
- 《小言論》三集
- 两部国外通讯集《萍蹤憶語》、《萍踪寄语》
- 《抗戰以來》
- 《患難餘生記》

## 纪念
- 毛泽东1944年给邹韬奋作了题词:“热爱人民，真诚地为人民服务，鞠躬尽瘁，死而后已，这就是邹韬奋先生的精神，这就是他之所以感动人的地方。”
- 1995年11月5日，首都各界200多人在人民大会堂集会纪念邹韬奋诞辰一百周年。江泽民、李鹏为纪念大会题词。李鹏出席纪念大会并发表讲话。
- 中國內地的新聞界獎項“韜奮獎”以他命名，以此奖励新闻出版行业的优秀编辑人士。现在该奖项已与“范长江新闻奖”合并为“长江韜奮新闻奖”
- 韬奋纪念馆
- 北京三联韬奋书店